# Quel giorno Dio non c'era
Quel giorno Dio non c'era è un film del 1969 diretto da Osvaldo Civirani.
Il film ricostruisce gli eventi riguardanti l'episodio storico della rappresaglia nota come eccidio di Filetto, avvenuta sotto il comando del capitano Matthias Defregger, in seguito consacrato vescovo.

## Trama
Il 7 giugno 1944 un piccolo raggruppamento tedesco comandato dal maresciallo maggiore Schäfer si sta preparando ad abbandonare l'avamposto di Filetto (L'Aquila), un borgo alle pendici del Gran Sasso quando viene attaccato dai partigiani. Nell'attacco periscono due tedeschi. Il maresciallo Schäfer riesce a recarsi al comdando di Paganica. Le truppe naziste fecero così ritorno a Filetto per compiere una rappresaglia tra gli uomini rimasti nel borgo.